# Огни Москвы
«Огни Москвы» — московский музей, посвящённый истории осветительных приборов. Музей был открыт в 1980 году в Армянском переулке в здании палат Протопоповых (Милославских) XVII века.

## Экспозиция
В собрании музея хранятся архивные и печатные материалы по светотехнике, истории освещения и электрочасофикации, фотографии и чертежи разного рода осветительных приборов, изобразительные материалы по истории Москвы.
Сотрудниками музея создан интерактивный фонд, состоящий из предметов быта, которые посетители могут трогать руками.

## Экскурсии, интерактивные занятия и праздничные программы в музее

### Экскурсии
- Экскурсия по экспозиции музея «Огни Москвы» — знакомство с историей уличного освещения Москвы и развитием науки и техники. Продолжительность: 1 час.
- Экскурсия по экспозиции музея «Огни Москвы» на английском языке.
- Экскурсия по тематическим выставкам музея «Огни Москвы» — знакомство с отдельными темами, например, История керосинового освещения», Иллюминация на праздники и коронации царей в Москве», «Исторические и необычные лампочки». 30-35 минут.
- Пешеходная экскурсия по вечерним переулкам с ручными фонариками. Для взрослых и детей от 10 лет. Продолжительность: 1 — 1,5 часа.
- Пешеходные экскурсии «Армянский переулок», «Москва 1812 года». Для взрослых и детей от 10 лет. Продолжительность: 1 час.
- Пешеходная экскурсия «От Фонаря». Для взрослых и детей от 14 лет. Экскурсия включает рассказ не только о фонарях, но и о районе, где они находятся.

### Выездные занятия в школах
- «Путешествие в прошлое лампочки». Для школьников 1 — 4 классов.
- «Светлое воскресенье». Для школьников 1 — 4 классов.
- «Женитьба свечки». Для школьников 1 — 4 классов.

### Автобусные экскурсии
- Вечерняя автобусная экскурсия «Огни Москвы». Продолжительность: 2,5 часа.
- Вечерняя автобусная экскурсия «Огни Москвы» с посещением музея «Огни Москвы». Продолжительность: 5 часов.

### Общегородские мероприятия: "Ночь музеев", "Библионочь" и другие
Музей участвует в общегородских мероприятиях: «Библионочь», «Ночь музеев»,  и других. В эти дни вход в музей бесплатный. В музее проводятся групповые экскурсии, во дворе соревнования по дворовым играм, мастер-классы, викторины,  выступления приглашенных артистов и поэтов.
| - Ночь музеев - Выступление молодого поэта во дворе музея перед посетителями, ожидающими экскурсию - Соревнования по дворовым играм. Инструктаж новичка. Смотрите как горят глаза! - Игра в Резиночку - вспомнить детство золотое хочется всем! - Ведущая мастер-класса Классиков Валя Карташёва пробует силы в игре в Резиночку - Главный специалист по игре - директор музея Наталья Потапова - Соревнование в игре в Классики. Они уже летят к финишу! - Родительский конкурс - научить ребенка и заработать для него приз - Передвижная экспозиция работ Студии «Абрис» Елены и Ольги Пискуновых - Репортаж школьного телевидения WIF-TV - 10 часов вечера — зажжение керосинового фонаря во дворе музея - Мастер-класс игры в резиночку - Эксперимент - создаём лампочку своими руками - Мастер-класс роспись парафиновых свечей. - Ночь музеев 2019. Чаепитие во дворе музея. |

## Галерея
| - Первый зал музея — история от лучины до керосинового фонаря - Второй зал музея — история электрического освещения - Четвёртый зал музея, в котором находится Светотехническая лаборатория и Экспозиция исторических и необычных электрических лампочек - Часть витрины на стене холла первого этажа (при входе) - Начало экспозиции второго зала — электрический фонарь и афишная тумба - В экспозиции «Исторические и необычные электрические лампочки» представлена «вечная лампочка» - Музей Огни Москвы. Ночь музеев 2019. Проекция на фасаде. |